# Volo TWA 841 (1974)
L'incidente del volo TWA 841, con 88 vittime, fu un disastro aereo occorso a un volo di linea intercontinentale in servizio dall'Aeroporto di Tel Aviv-Ben-Gurion di Tel Aviv (Israele), all'Aeroporto Internazionale John F. Kennedy di New York, via Atene e Roma. L'aereo precipitò nel Mare Ionio, al largo dell'isola di Cefalonia, a seguito di un attacco terroristico, l'8 settembre 1974.
Tutte le 88 persone a bordo perirono nell'incidente.

## Il volo e le dinamiche dell'incidente
Il volo partì dall'aeroporto di Tel Aviv, con 105 passeggeri a bordo, diretto al J.F. Kennedy di New York. Dopo uno scalo all'Aeroporto di Atene-Ellinikon, in cui era sbarcati 56 passeggeri, che durò 68 minuti, la rotta prevedeva un secondo scalo, all'Aeroporto Leonardo da Vinci di Roma, dove sarebbero scesi altri 49 passeggeri.
Dopo 40 minuti dal decollo dall'aeroporto di Atene, il pilota, mentre il velivolo sorvolava la penisola di Araxos, nel Peloponneso, avvisò la torre di controllo dell'aeroporto greco che uno dei quattro reattori era in fiamme, e avrebbe tentato un atterraggio di fortuna all'aeroporto di Corfù. Alle 11:40 s'interruppero le comunicazioni tra l'aereo e la torre di controllo. L'incidente venne osservato dall'equipaggio del volo Pan Am 110. L'aereo venne visto eseguire una ripida salita, seguita dalla separazione di un motore dall'ala e da una spirale in caduta, verso il mare.

## Soccorsi
Le operazioni di soccorso vennero rese difficili dalle condizioni agitate del mare. Dall'Italia, precisamente da Brindisi, partirono la corvetta Aquila e la portaelicotteri Fasan, mentre da Taranto salpò il cacciatorpediniere Audace. Nella zona incrociavano le navi passeggeri Hellas, Naro e Stilis, nonché l'unità di guerra greca  Navarino, mentre partecipavano alla ricerca anche elicotteri della portaerei statunitense Independence.
Già alla sera dell'incidente il ministro greco della Marina comunicò che tutte le 88 persone a bordo erano perite nell'incidente, smentendo le prime notizie che avevano ipotizzato la presenza di superstiti su battellini di salvataggio.

## Indagini sull'incidente

### Rivendicazione
Poche ore dopo l'incidente l'organizzazione della gioventù nazionalista araba per la liberazione della Palestina (Ojnalp) rivendicò la paternità dell'attentato, pubblicando una nota a Beirut. L'operazione, denominata Jabal al Jarmac, sarebbe stata portata a termine dal guerrigliero Al Saffah, registrato all'imbarco ad Atene come José Santos, che si sarebbe fatto esplodere in volo. Sempre secondo la rivendicazione l'aereo avrebbe trasportato "unità suicide sioniste", che dovevano recarsi nei paesi arabi per assassinare dirigenti della resistenza palestinese. Inizialmente l'ipotesi del sabotaggio venne considerata come poco probabile dalla TWA.
Una seconda rivendicazione venne fatta apparire il 9 settembre, a Parigi. L'organizzazione specificò che il nome dell'attentatore era Eduardo Santo, confermando che il nome col quale appariva nella lista dei passeggeri era José Santo.
L'Organizzazione per la Liberazione della Palestina smentì quando affermato dall'Ojnalp, propendendo per un guasto tecnico come causa dell'incidente.
Le autopsie effettuate sui primi corpi recuperati in mare indicarono come le vittime fossero decedute per l'impatto col mare, mentre sui corpi non vennero trovati segni di ferite provocate da un'esplosione. Ciò sembrò smontare la tesi dell'attentato.

### Conclusioni dell'indagini
Il National Transportation Safety Board stabilì che l'incidente fu dovuto dall'esplosione di una bomba, nascosta nella stiva del velivolo. La detonazione causò la messa fuori uso del sistema operativo responsabile delle superfici di controllo dell'aereo, causando così lo stallo e la successiva caduta in mare.

### Responsabilità dell'attentato
Nel gennaio 2009 l'Associated Press pubblicò un'indagine da cui risultava il possibile coinvolgimento nell'attentato di Khalid Duhham Al-Jawary, già coinvolto nel piano per far saltare varie autobombe a New York, nel 1973.